# Rothmannia vidalii
Rothmannia vidalii är en måreväxtart som beskrevs av Cornelis Eliza Bertus Bremekamp. Rothmannia vidalii ingår i släktet Rothmannia och familjen måreväxter. Inga underarter finns listade i Catalogue of Life.